# ラス・タンブリン
ラス・タンブリン（Russ Tamblyn, 1934年12月30日 - ）は、アメリカ合衆国の俳優・ダンサー。ロサンゼルス出身。身長175cm。

## 来歴
1934年にロサンゼルスでヴォードヴィリアンのエディー・タンブリンの息子として生まれ、6歳からダンスやアクロバットを習い始める。
10歳の時に俳優ロイド・ブリッジスに見出されたことがきっかけとなり、1948年の映画『緑色の髪の少年』の端役でハリウッドデビューする。その後はMGMと契約し、子役・若手俳優として人気を集める。
1954年に出演した『掠奪された七人の花嫁』でダンスのダイナミズムに注目される。
1956年に行なわれた第13回ゴールデングローブ賞で新人男優賞を受賞（レイ・ダントンと同時受賞）。
1957年の映画『青春物語』で第30回アカデミー賞の助演男優賞にノミネートされる。1961年には『ウエスト・サイド物語』でジェット団のリーダー・リフ役を演じている。
1966年公開の日米合作映画『フランケンシュタインの怪獣 サンダ対ガイラ』で科学者のポール・スチュワートを演じたものの、定時の撮影後は共に来日した妻とホテルへ直帰し、食事の交歓の誘いも一切断るなど、前年公開の『フランケンシュタイン対地底怪獣』などに出演したニック・アダムスがスタッフや俳優たちと積極的に交わり、溶け込もうとしたのとは対照的な態度をとった。撮影現場でもまったく演技を合わせようとしなかったため、土屋嘉男によれば、共演した水野久美はタンブリンの態度に怒ってヒステリーを起こしたこともあったという。佐原健二は、言葉の壁があったため孤立していたかもしれないと述懐している。ちなみに、このスチュワート役には当初タブ・ハンターが予定されていた。時を経た2014年にハリウッドのイベント「モンスターパルーザ」でタンブリンと再会した佐原は和やかにトークを披露し、同じ作品に出演した同志であることを感じたと語っている。

### 私生活
弟のラリー・タンブリンはミュージシャンで、ロックバンド「スタンデルズ」の主要メンバーとして知られている。
女優のアンバー・タンブリンは、3番目の妻ボニー・マレイとの間に生まれた娘である。

## 主な出演作品
| 公開年         | 邦題 原題                                                           | 役名                                 | 備考           |
| -------------- | ------------------------------------------------------------------- | ------------------------------------ | -------------- |
| 1948           | 緑色の髪の少年 The Boy with Green Hair                              | クラスメート                         | クレジットなし |
| 1949           | 歓呼の球場 The Kid from Cleveland                                   | ジョニー・バロウズ                   |                |
| 1949           | サムソンとデリラ Samson and Delilah                                 | サウル                               |                |
| 1950           | 拳銃魔 Deadly Is the Female                                         | バート（14歳）                       |                |
| 1950           | 別働隊 Captain Carey, U.S.A.                                        | ピエトロ                             |                |
| 1950           | 花嫁の父 Father of the Bride                                        | トミー・バンクス                     |                |
| 1951           | 可愛い配当 Father's Little Dividend                                 | トミー・バンクス                     |                |
| 1952           | 地獄への退却 Retreat, Hell!                                         | ジミー・W・マクダーミッド            |                |
| 1953           | あの高地を取れ Take the High Ground!                                | ポール・ジェイミソン                 |                |
| 1954           | 掠奪された七人の花嫁 Seven Brides for Seven Brothers                | ギデオン                             |                |
| 1955           | 渡るべき多くの河 Many Rivers to Cross                               | シールズ                             |                |
| 1955           | 艦隊は踊る Hit the Deck                                             | ダニー                               |                |
| 1956           | 最後の銃撃 The Last Hunt                                            | ジミー・オブライエン                 |                |
| 1956           | 必殺の一弾 The Fastest Gun Alive                                    | エリック・ドゥーリトル               |                |
| 1956           | ヤング・ガン The Young Guns                                         | タリー・ライス                       |                |
| 1957           | Z旗あげて Don't Go Near the Water                                   | タイソン                             |                |
| 1957           | 青春物語 Peyton Place                                               | ノーマン・ペイジ                     |                |
| 1958           | 性愛の曲り角 High School Confidential!                              | トミー・ベイカー／マイク・ウィルソン |                |
| 1958           | 親指トム tom thumb                                                  | 親指トム                             |                |
| 1960           | シマロン Cimarron                                                   | ウィリアム・ハーディ                 |                |
| 1961           | ウエスト・サイド物語 West Side Story                                | リフ                                 |                |
| 1962           | 不思議な世界の物語 The Wonderful World of the Brothers Grimm        | ウッズマン／親指トム                 |                |
| 1962           | 西部開拓史 How the West Was Won                                     | 脱走兵                               |                |
| 1963           | 渚のデイト Follow the Boys                                          | ワズワース・スミス                   |                |
| 1963           | たたり The Haunting                                                 | ルーク・サンダーソン                 |                |
| 1963           | 長い船団 The Long Ships                                             | オーム                               |                |
| 1965           | 最後のガンファイター Son of a Gunfighter                            | ジョニー・ケッチャム                 |                |
| 1966           | フランケンシュタインの怪獣 サンダ対ガイラ The War of the Gargantuas | スチュワート博士                     |                |
| 1971           | 男子禁制・女体秘密クラブ The Female Bunch                           | ビル                                 |                |
| 1971           | ドラキュラ対フランケンシュタイン Dracula vs. Frankenstein           | リコ                                 |                |
| 1982           | ヒューマン・ハイウェイ Human Highway                                | フレッド・ケリー                     |                |
| 1987           | 超高性能兵器サイクロン Cyclone                                      |                                      | クレジットなし |
| 1988           | ターボ・クライシス B.O.R.N.                                         | ヒュー                               |                |
| 1988           | ネクロマンサー/復讐の魔術 Necromancer                               | チャールズ                           |                |
| 1988           | ファントム・エンパイア The Phantom Empire                           | ビル                                 |                |
| 1989           | デザート・スティール Desert Steel                                   | テイト                               |                |
| 1990           | 未来警察マッド・ポリス Aftershock                                   | ハンク・フランクリン                 |                |
| 1990-1991,2017 | ツイン・ピークス Twin Peaks                                         | ローレンス・ジャコビー               | テレビシリーズ |
| 1992           | 立候補/ダーティ・トリックス Running Mates                           | フランク・アッシャー                 | テレビ映画     |
| 1993           | キャビン・ボーイ/航海、先に立たず Cabin Boy                         |                                      |                |
| 1995           | リアル・フィクション/殺人のシナリオ Starstruck                      | ホイーラー／ホームレスの男           |                |
| 1997           | ゴースト・ドッグ My Ghost Dog                                       | ヴィト                               | テレビ映画     |
| 1999           | 風の行方 Inherit the Wind                                           | エド                                 | テレビ映画     |
| 2012           | ドライヴ Drive                                                      | ドック                               |                |
| 2012           | ジャンゴ 繋がれざる者 Django Unchained                              | Son of a Gunfighter                  |                |